# 太陽島
座標: 北緯45度47分28秒 東経126度35分24秒 / 北緯45.7910度 東経126.5900度

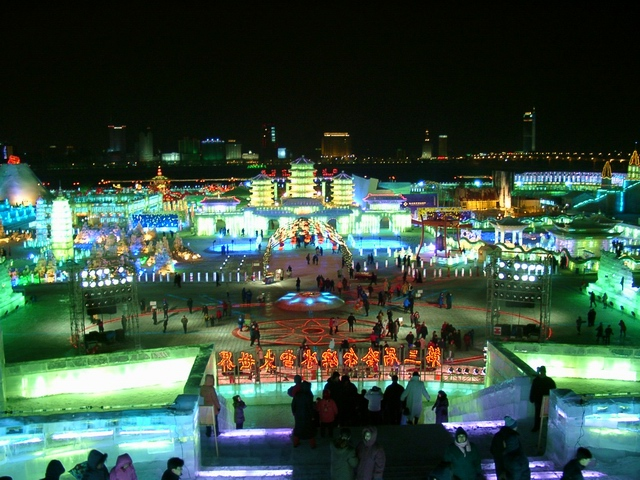
毎年冬に開催される「哈爾濱氷雪大世界」

太陽島（たいようとう）は、中華人民共和国黒龍江省哈爾濱市を流れる松花江の中の島で、太陽島公園が併設され、毎年300万人の人々でにぎわい、冬期には国際氷彫祭りが開催される。

## 概要

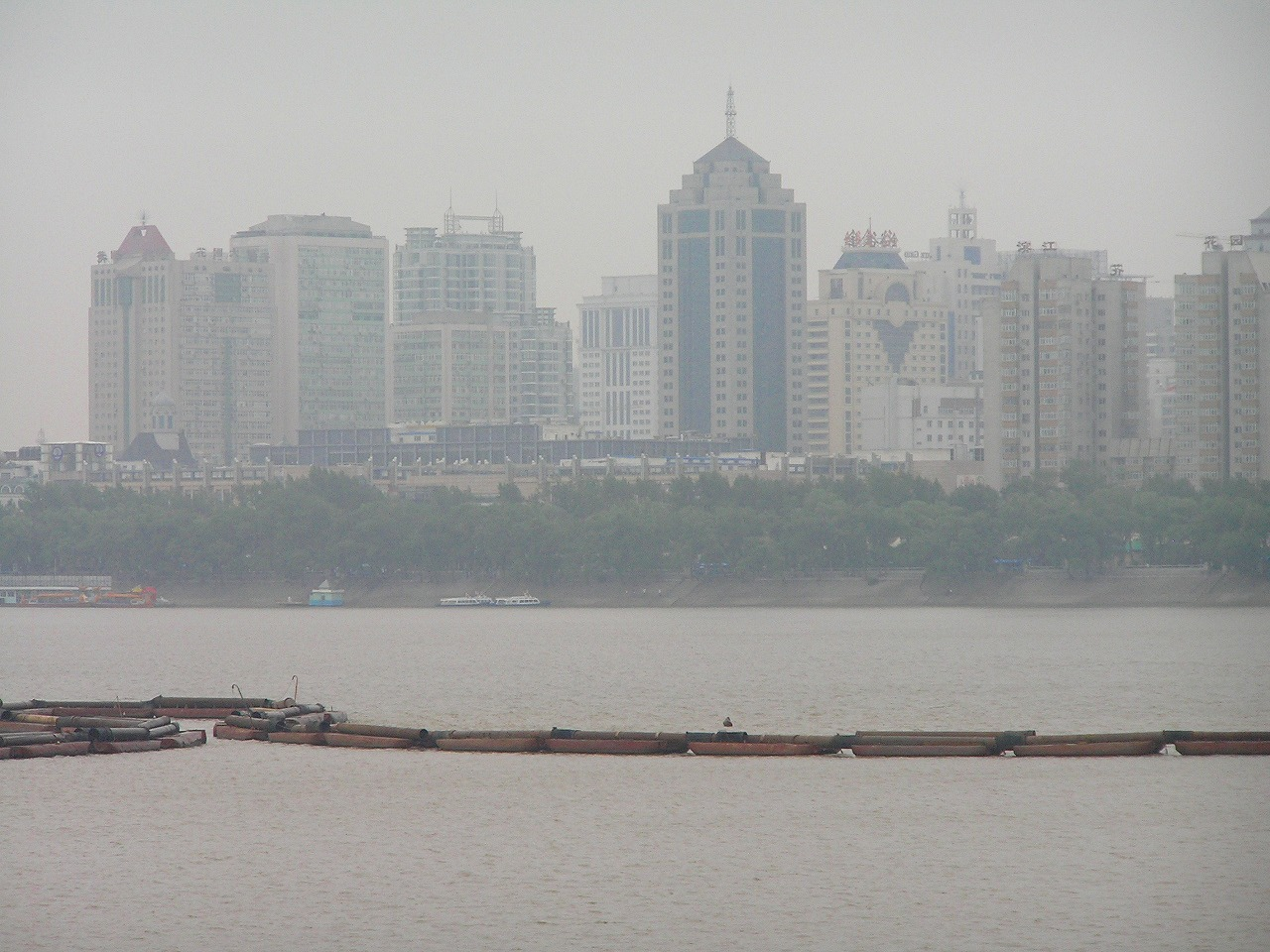
ハルビンの街は、松花江によって南北に分断されているが川の北側に太陽公園はある

新旧の市街区域の間に位置し、総面積は88km2、うち公園として整備されている面積は38km2におよび、その周囲の保護区の面積は50km2で東区および中区、西区に分かれており自然と人工が調和した場所であり、都市の中にある湿地帯では中国最大となっている。哈爾濱の街は、松花江によって南北に分断されているが、街の主要部分は川の南側にある。
1964年、太陽島景勝地が正式に創設され、1989年黒竜江省の名勝に認定され、2002年には中国の国家観光局に4A級の観光地に評定、さらに2007年5月には5A級の観光地に昇格された。2009年に中華人民共和国国家級風景名勝区に認定された。

## 歴史

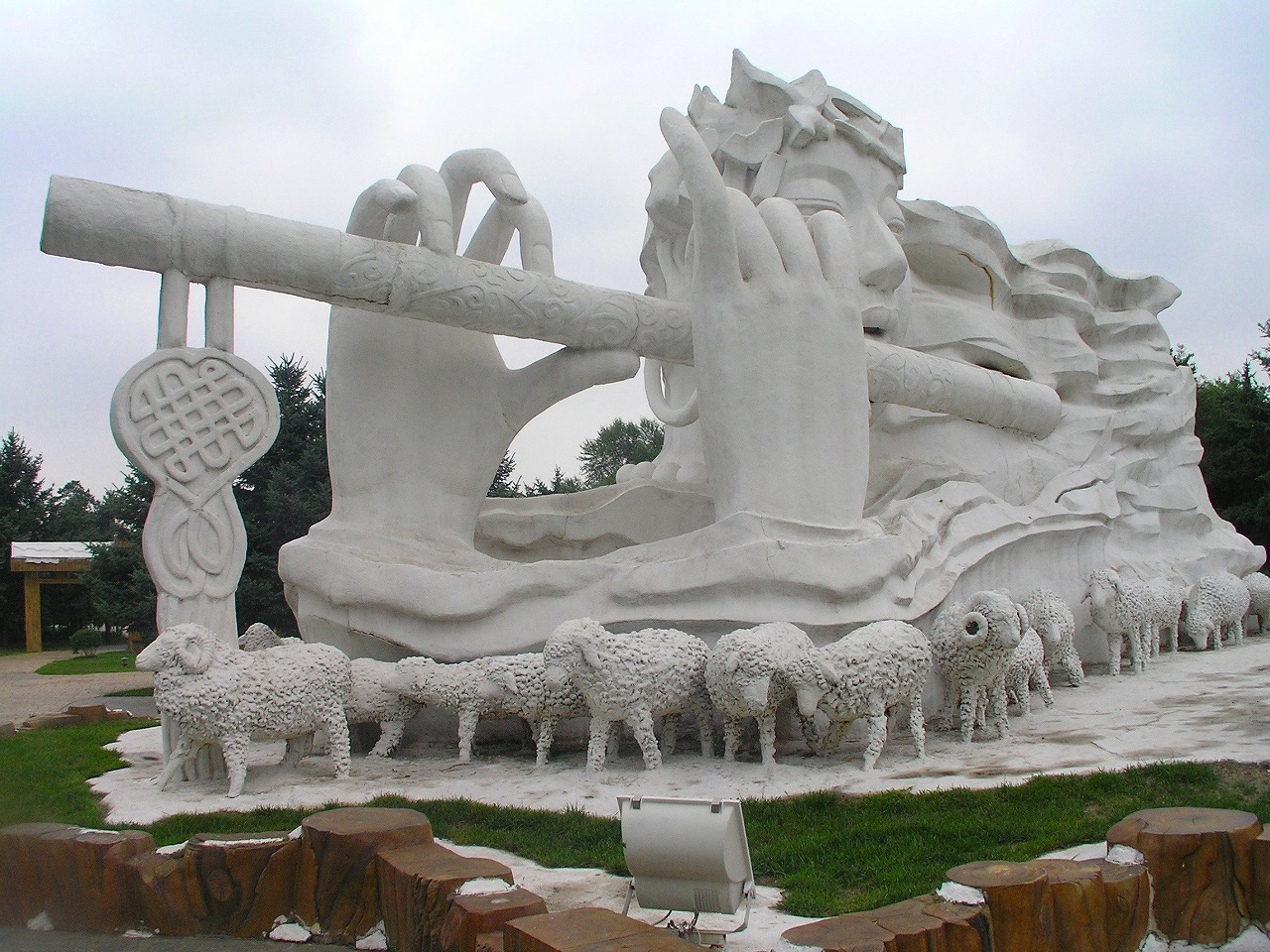
洋風の彫像

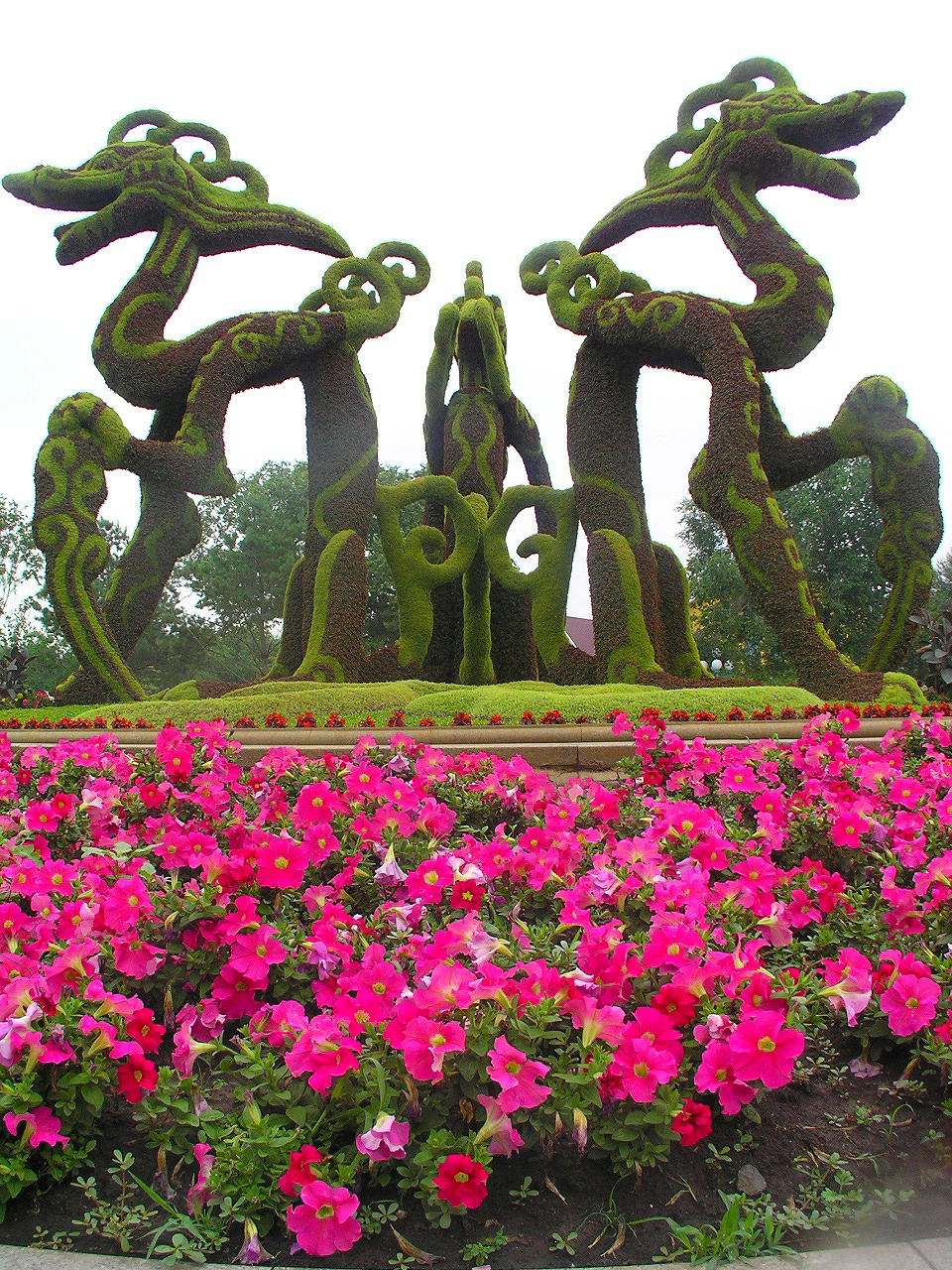
太陽島公園花壇

初めはロシア人の別荘地であったが、幾度かの造営の後、現在の姿になった。また20世紀初頭、東清鉄道の建設により、中国に居住している多くの外国人が次々と哈爾濱に来た。彼らは地形に高低の起伏があり、川の流れが縦横に網状になっている太陽島が避暑にふさわしいことに気付き、多くの別荘を建てた。彼らは家族とともに、ここで野外での食事（野餐）、野外での遊び（野游）、野外での水浴び（野浴）などを好んだが、これらはエキゾチックな生活習慣となり、太陽島のみならず哈爾濱全体の一種の文化現象ともなって、太陽島の「三野」の風情と称された。これらの習慣や風情は今もなお哈爾濱の市民の普通の生活に影響している。
ところが20世紀末になり中国の東北地区の経済発展が華東や華南に比して緩慢になり、「東北現象」の大きな影響により、太陽島の観光も影響を受ける。同時に観光地の環境が深刻な破壊を受け、かつての太陽島のイメージは失われた。そのため、2003年-2005年にかけ、哈爾濱市当局は、再び太陽島のブランドを取り戻そうと、「生態都市再生」をスローガンに、5.5億人民元を投資して、太陽島に対して大規模な総合的改造を行い、国家的な名勝地に昇格させた。3期の改造工事は太陽島西部の約40万m2を計画。太陽島公園の中心場所である。3期の改造工事では「水閣雲天」地区、花卉園地区と雪博会（zh）地区を一部含み行われた。島内は自然の地形を利用し、水路と園路を調和させながら仕切り、各区の景観をひとつの統合された体系とし、あるいは独立させながら自然の風景を再現した。3期の改造工事により緑が増え、その結果、動物保護と太陽島の生態系は復活した。
1979年に鄭緒嵐（zh）の「太陽島上」（麗しの太陽島で）という歌がヒットして以降、この島の名はたちまち国内外に広がり、人々に知られるようになった。

## 太陽島公園

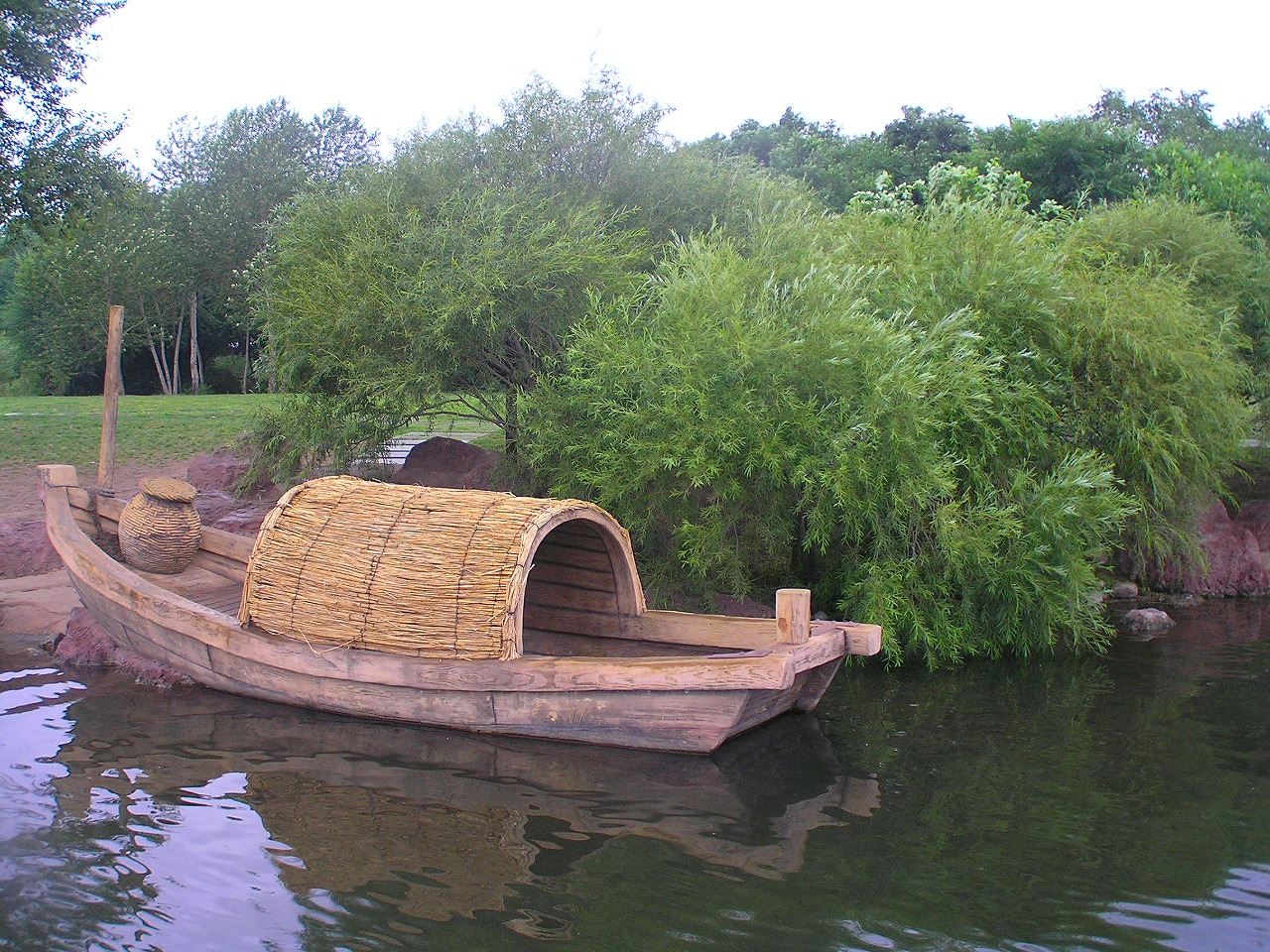
水閣雲天の主要な景観をなしているのはヤナギとシラカバの木である

太陽島に作られた哈爾濱最大の総合公園である。太陽島の内、38km2が公園として整備され、園内には太陽石、水閣雲天、花卉園、丁香園、北方民芸精品館、鶴の群れ、鹿の島、太陽山、太陽湖、荷花湖、姉妹橋、蓮の湖、中日友誼園、室内氷雪芸術館などの20余りの景観や、四季折々の美しい花や木が植えられた広い花壇、池、庭園などが整然と散在している。特に白樺林やヤナギの林は美しい景観を織りなしている。
哈爾濱は、1979年に新潟市と姉妹都市となっており、日本庭園も設けられ当時の新潟市長の名の入った和風の門もある。
入場料　大人 30元。

### 太陽石

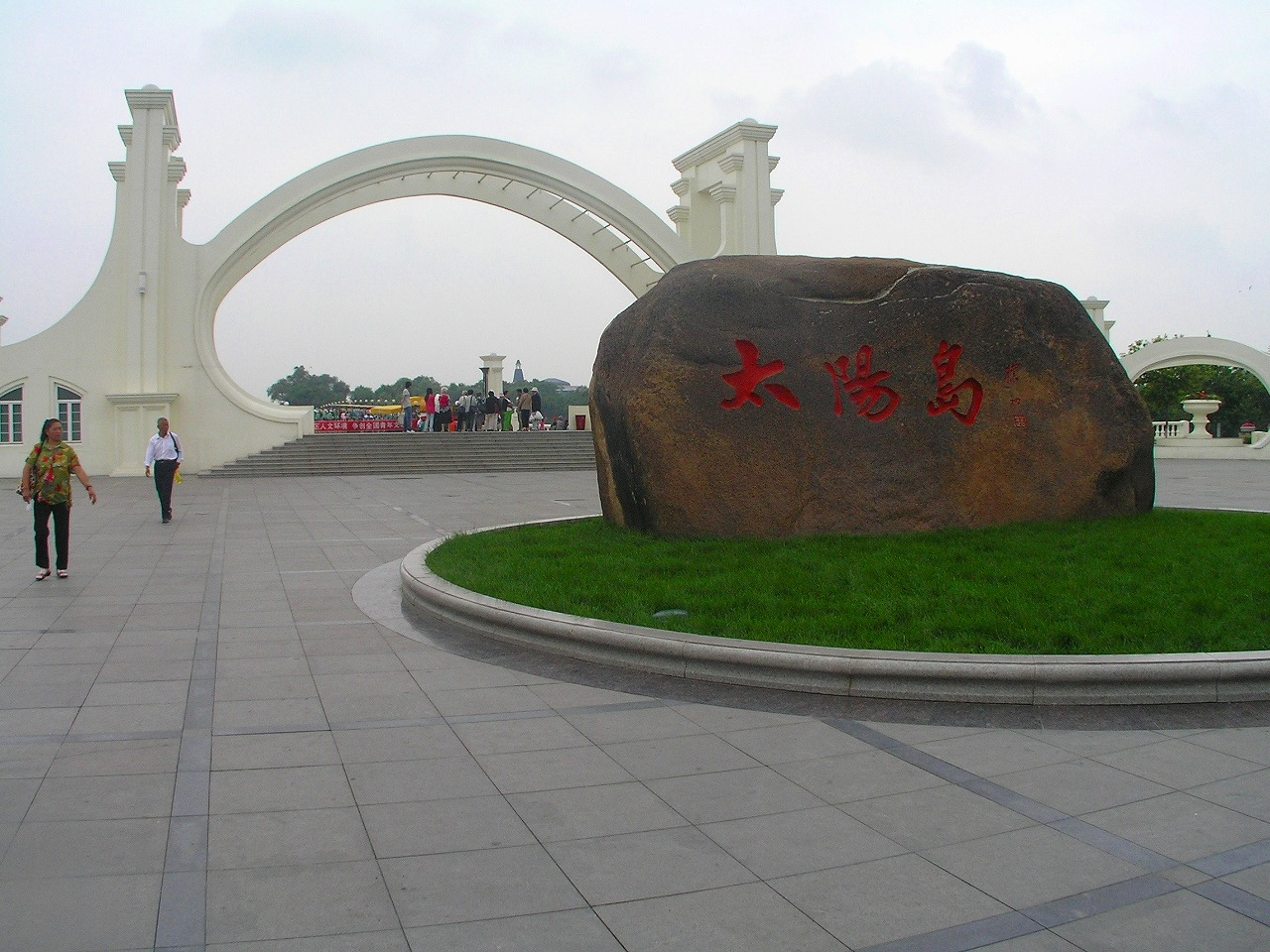
太陽石

太陽島公園の入り口に置かれている巨大な石。鄭緒嵐の「太陽島上」（麗しの太陽島で）のヒット以来、観光客の急増が著しくそれに応える形でひとつの石碑が建てられた。黒龍江省展覧館は阿城市周辺から石碑を運んできて1984年に有名な書家である趙朴初（zh）により「太陽島」の3文字が刻まれた。長さは7.5m、厚み2m、高さ4.3m、重さは約150tである。

### 水閣雲天

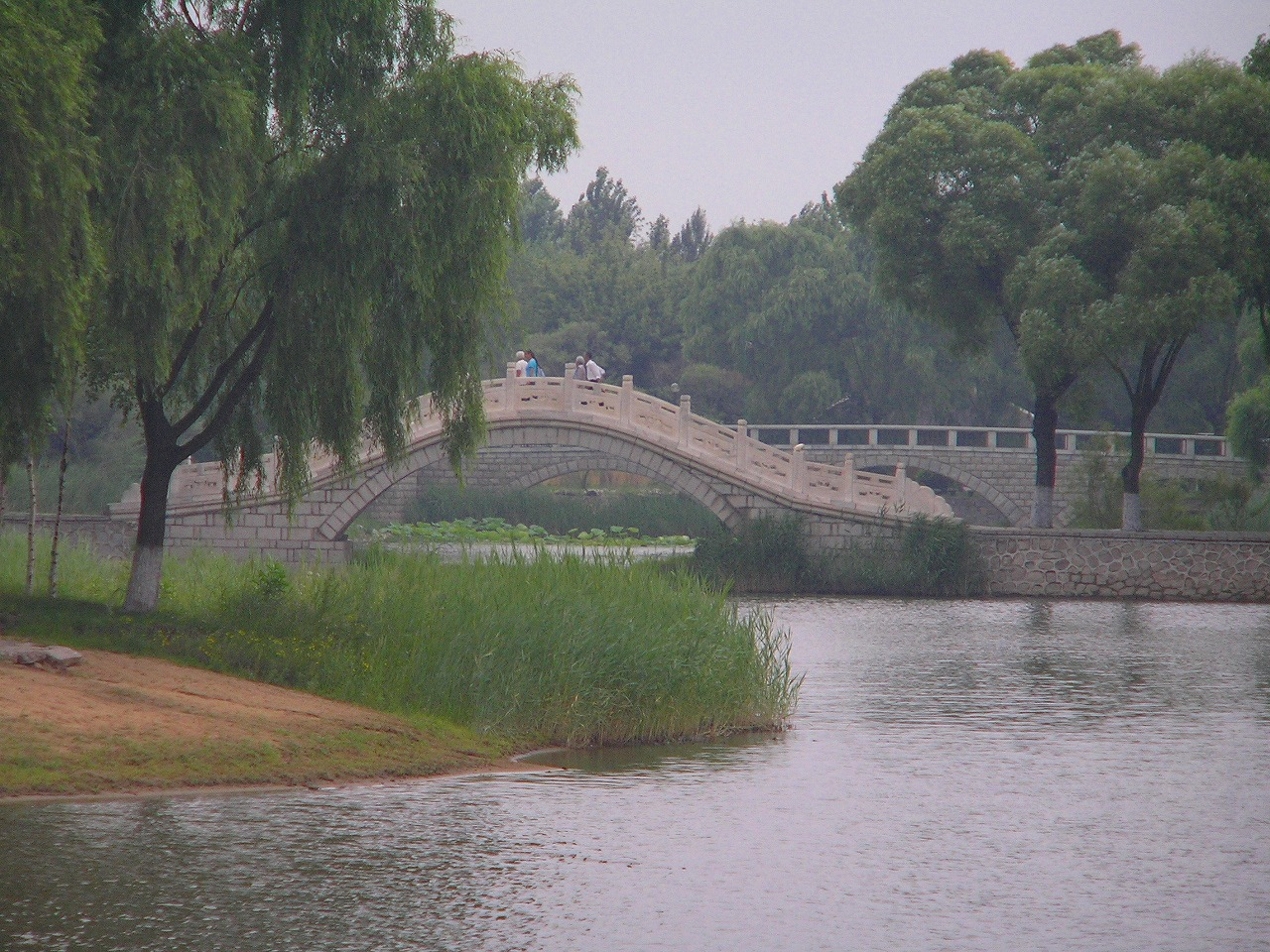
シダレヤナギが湖面に投影する光景が美しい水閣雲天

1980年に着工し、1981年竣工。面積は約1515m2。水閣雲天の命名は黒龍江省の元省長の陳雷による。2005年の3期改造工事の中で、この地区は中国風から洋風に改められた。水閣雲天の「水」は太陽湖という人工湖で、哈爾濱市民が1980年メーデーの際に労働奉仕により造成した。太陽山は公園内でも主要な景観を形成している。また「閣」は、近代的な庭園の造景手法を採用し、洋風の建築とも融合し、シダレヤナギが湖面に投影する光景が岸辺に建つ東屋とともに見事な景観を織りなしている。

### 松鼠島
面積約2.4万m2。3つの小島から構成されている。この島のには餌付けされた2000匹近くがリスが飼われている。周辺にはリス逃避防止用のガラスの塀が設置されている。島内の木はこんもりと茂り、いくつか木の上には木製のリスの巣が造られている。2006年6月、遼寧省の山岳地帯から新たに600数匹のリスを買い入れ、島内のリスの数は更に増加した。現在黒龍江省の最大のリスの生息地になっている。

### 鹿苑
面積約6.2万m2。2700m2の人工湖があり、飼いならされたニホンジカ約30数匹が放し飼いにされている。園内には1基の洋式の建築と展示館があり、鹿の文化、鹿の科学、自然の館、鹿の製品の展示即売などの4つのコーナーがある。

### 太陽滝

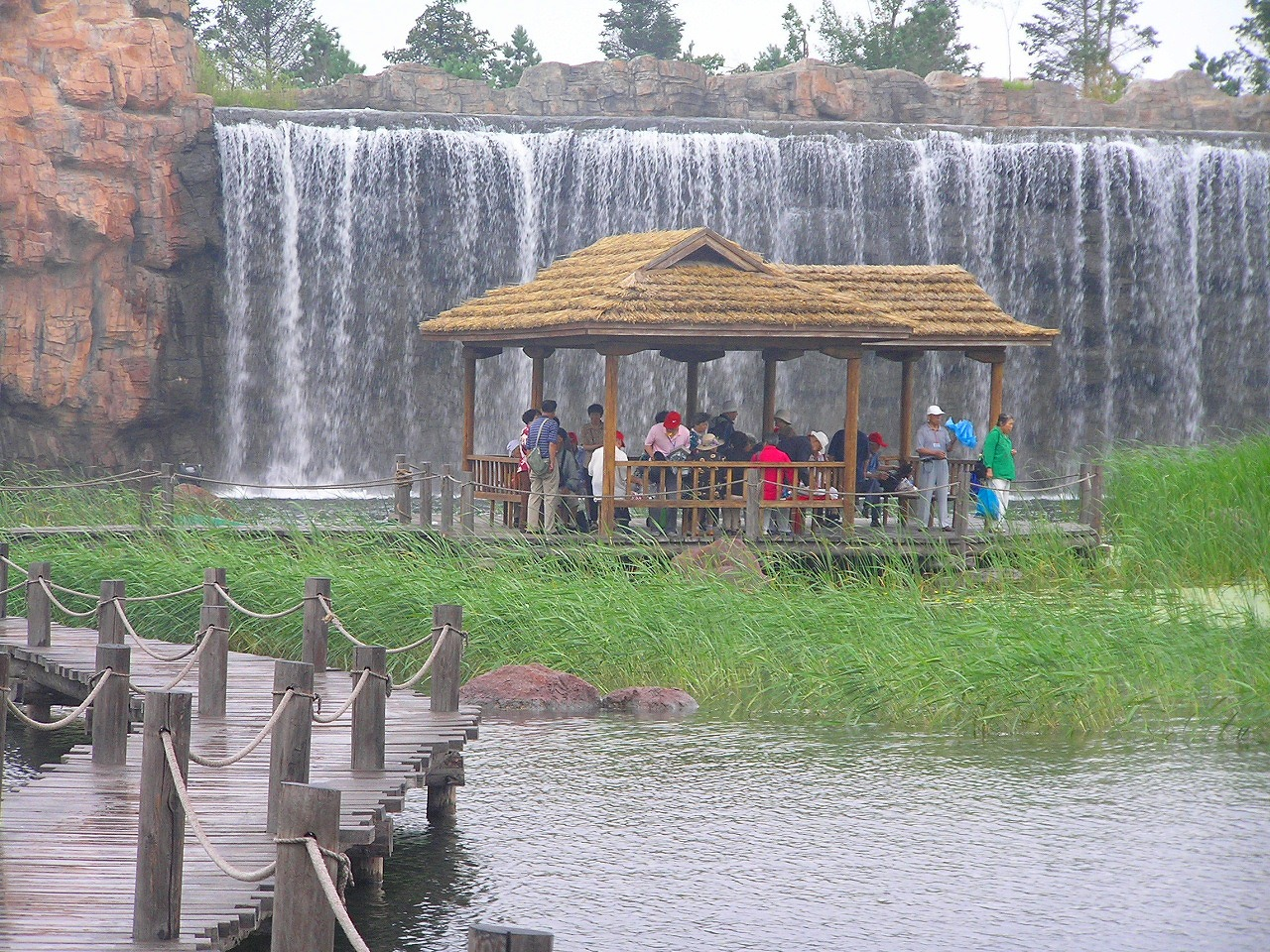
中には鍾乳洞が再現されている太陽滝

面積約1.5万m2、長さ132m、高さ7m。太陽滝は太陽島が3期改造工事の際に新たに造られた人造の滝で、以前は哈爾濱市の第3中学校（zh）の外国語部があった場所である。人工滝は7mの落差から落下しており、自然な壮観さには及ばないが、観光客には人気がある。滝の洞穴内はユニークな長い回廊になっており、鍾乳洞を模している。

### 新潟友好園

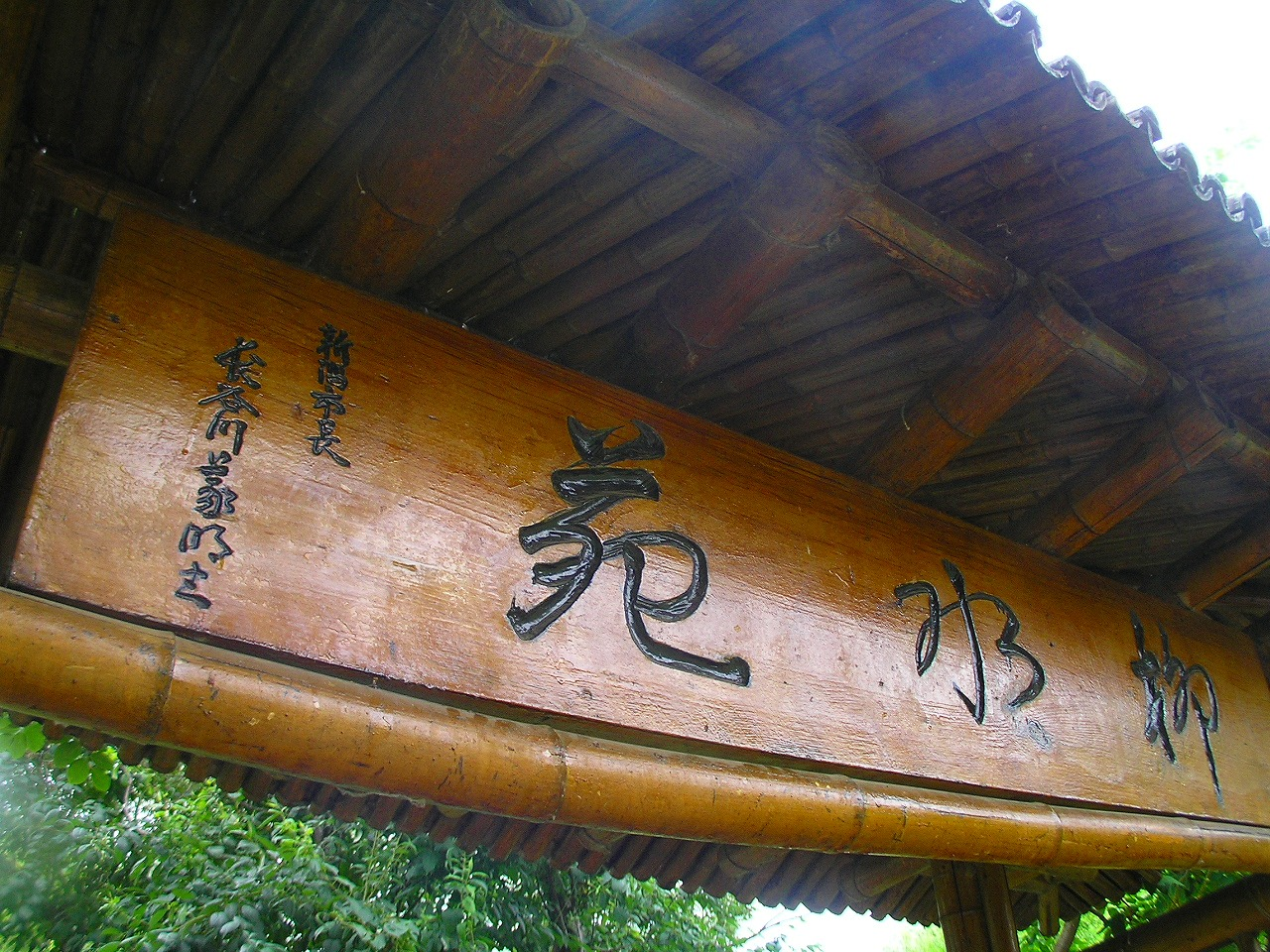
姉妹都市である新潟市長の名が刻まれている

ハルビンと新潟市の友好都市関係の締結10周年を記念する目的で建てら、1989年9月1日に落成し公開されている。園の面積は約4.2万m2、典型的な日本の回遊式庭園であり日本の花や木が植樹されている。
園中には日本式建築の日中友好的記念館があり、館内には水屋、茶室、和室、床の間などがある。その他、日本の有名な景観を模した、太鼓橋（白山公園の橋を模して造られた）、ヒョウタン池（日本海を象徴する）、萬代橋（新潟市のシンボル）や人工の渓流、築山、日本式東屋、手水鉢、井戸、石灯篭なども見られる。また園中の芝生の中には日中友好の記念碑が建っている。

### 天鵝湖（白鳥湖）

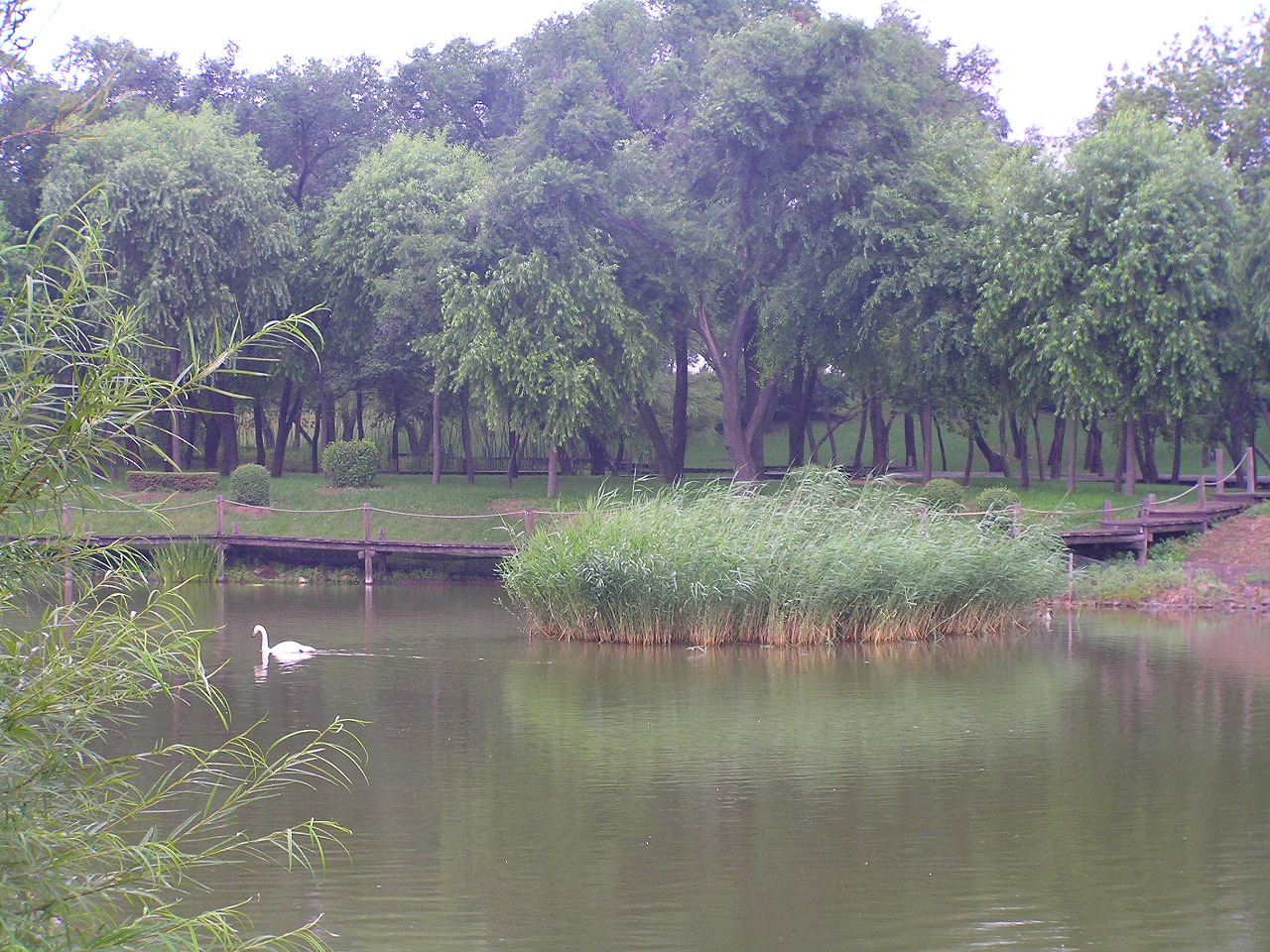
天鵝湖

太陽島公園の北部に位置し、面積1.2万m2、湿地帯となっておりアシが密生する。元来の地形と植生を利用しており、ハクチョウ（天鵝）（zh）の棲息環境に適している。湖内は主にコクチョウ、オオハクチョウ、コハクチョウ、鴨、ハイイロガンなどが飼育されている。2－3期の改造で天鵝湖の面積はさらに拡大し、ハクチョウの数量も増えた。2006年頃に12羽のハクチョウを導入し、その中の4匹の原産はオーストラリアのコクチョウで、その他は8羽の白いハクチョウである。

### 花卉園
面積7万m2に及ぶ、中国の東北地方最大の花園であり、39の品種と12種類の色彩を持つ20数万本の花が植えられている。カナダ風の庭園であり、伝統的洋風造園手法と近代的な造園の理念を駆使し設計された。

### 丁香園
1996年に造設され、1.2万m2の面積を有する。丁香園には12の品種の約1000本のライラックが植えられ、リラ、白丁香、北京のライラック、赤いライラック、小葉のライラック、遼河の東部のライラックなどが見られる。ちなみにライラックはハルビン市の市花となっており、花期は5月～7月。鳥類にとって快適な環境であるため鳥の巣が100余も見られる。

### 氷雪芸術館
太陽島景勝地の管理者と大連の冷凍机股份有限公司の共同出資事業として2000年に建てられ、5000m2の面積を持つ。館内は高さ約7m、氷で造られた作品が約100数あり、現在世界最大規模の室内の氷雪を使った芸術館である。館内の氷でできた作品は松花江の天然の氷と人工雪を材料にしている。館内は主に5つの観光地区に分けられている。

## 交通アクセス

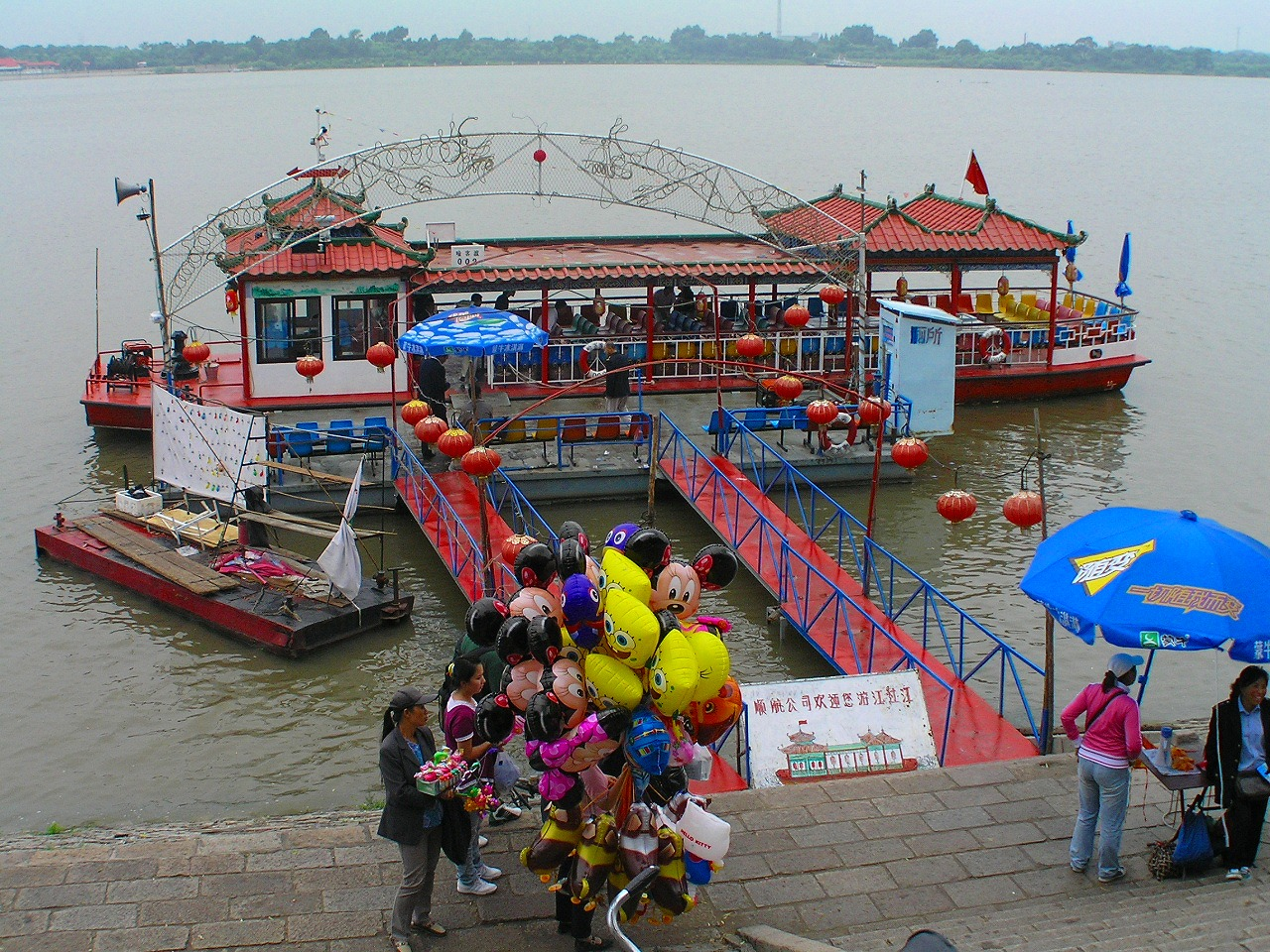
太陽公園へは渡船が松花江を利用するのが普通である

哈爾濱市内の中央大街の北のはずれに防洪記念塔を中心とするスターリン公園（斯大林公園）があり、眼前に黒龍江省の代表的な川である松花江が広がっている。河岸から渡船（2元）または、ロープウェイ（35元）に乗って松花江をわたる。または、市内からタクシーを利用する。2021年にはハルビン地下鉄2号線が開業し、太陽島駅が設置される予定である。